# Brigham Young (pel·lícula)
 Brigham Young és una pel·lícula nord-americana dirigida per Henry Hathaway, estrenada el 1940. El film no va tenir gaire succés arreu, ni al mateix estat d'Utah, terra dels mormons.

## Argument
El 1844, a Illinois, els mormons són víctimes de persecucions per llurs creences religioses. El fundador de l'església, Joseph Smith, és linxat de resultes d'un procés trucat. El seu successor, Brigham Young, duu llavors la comunitat a un llarg viatge sembrat de trampes, cap a una Terra Promesa…

## Repartiment
- Tyrone Power: Jonathan Kent
- Linda Darnell: Zina Webb
- Dean Jagger: Brigham Young
- Brian Donlevy: Angus Duncan
- Jane Darwell: Eliza Kent
- John Carradine: Porter Rockwell
- Mary Astor: Mary Ann Young
- Vincent Price: Joseph Smith
- Jean Rogers: Clara Young
- Ann E. Todd: Mary Kent
- Willard Robertson: Heber Kimball
- Moroni Olsen: Doc Richards
- Russell Simpson: El major
- Tully Marshall: El jutge